# Nothobranchius bojiensis
Nothobranchius bojiensis é uma espécie de peixe da família Aplocheilidae.
É endémica do Quénia.
Os seus habitats naturais são: marismas intermitentes de água doce.